# Laubaleng (plaats)
Laubaleng is een bestuurslaag in het regentschap Karo van de provincie Noord-Sumatra, Indonesië. Laubaleng telt 3220 inwoners (volkstelling 2010).